# Premio Ateneo Joven de Sevilla de Novela
El Premio Ateneo Joven de Sevilla de Novela es concedido anualmente en España por el Ateneo de Sevilla a una novela inédita en lengua castellana, y escrita por un autor o autora de menos de 35 años.
Convocado por el Ateneo de Sevilla y creado en 1996, cuando el "premio madre" (Premio Ateneo de Sevilla de Novela) pasa a ser publicado por Algaida y no por Planeta, es impulsado económicamente por el Área de Cultura del Ayuntamiento de Sevilla.
La dotación actual es de 6.000 € (siendo con anterioridad del doble) y publicación para el ganador. Se entrega en junio del año respectivo.

## Ganadores
- 1996. Bruno Francés, Carpe diem (210 páginas, ISBN 84-7647-594-2).
- 1997. Carmen Amoraga, Para que nada se pierda (258 páginas, ISBN 84-7647-694-9).
- 1998. Marta Rivera de la Cruz, Que veinte años no es nada (358 páginas, ISBN 84-7647-804-2).
- 1999. Care Santos, Trigal con cuervos (306 páginas, ISBN 84-7647-898-1).
- 2000. Óscar Esquivias, El suelo bendito (434 páginas, ISBN 84-7647-967-4).
- 2001. Blanca Riestra, La canción de las cerezas (306 páginas, ISBN 84-8433-042-4).
- 2002. David Tejera, La senda de los locos (306 páginas, ISBN 84-8433-197-1).
- 2003. Marta Santos, El crimen del esclavo (202 páginas, ISBN 84-8433-340-1).
- 2004. Nerea Riesco, El país de las mariposas (400 páginas, ISBN 84-8433-875-8).
- 2005. Cristina Cerrada, Calor de Hogar, S.A. (368 páginas, ISBN 84-8433-115-5).
- 2006. Vanessa Montfort, El ingrediente secreto (504 páginas, ISBN 84-8433-945-8).
- 2007. Raquel Martínez-Gómez, Sombras de unicornio
- 2008. Rebeca Tabales, Ella es bella y brutal (480 páginas)
- 2009. Lorenzo Luengo, Amerika (ISBN 84-9877-537-2)
- 2010. María Zaragoza, Dicen que estás muerta (ISBN 84-9877-480-1)
- 2011. Leticia Sánchez Ruiz, El gran juego (ISBN 84-9877-686-7)
- 2012. Fernando Otero, Donde la muerte te encuentre (ISBN 84-9877-817-5)
- 2013. Juan Soto Ivars, Ajedrez para un detective novato (373 páginas, ISBN 9788498779639)
- 2014. Mado Martínez, La santa (ISBN 9788490671238)[1]
- 2015. Jimina Sabadú, Los supervivientes (ISBN 9788490673218)[2]
- 2016. Inmaculada Aguilera, El aleteo de la mariposa (ISBN 9788490676943)
- 2017. Tania Padilla, La torre invertida (ISBN 9788490678558)
- 2018. Alba Ballesta, Distinta Clara[3]
- 2019. Mercedes Fisteus, Dentro de dos años[4]
- 2020. Alejandro Narden por Horizonte aquí.[5]
- 2024. Angélica Yuste Mascarós por Mareas de Aceite. [6]